# 2003-as Tour de Georgia
A 2003-as Tour de Georgia volt az 1. Georgia állambeli kerékpárverseny. Április 22. és április 27. között került megrendezésre. Végső győztes az amerikai Chris Horner lett, honfitársa Fred Rodriguez és az ausztrál Nathan O'Neill előtt.

## Szakaszok
|        | Dátum       | Rajt          | Cél         | km  | Szakaszgyőztes  | Összetettben vezető |
| ------ | ----------- | ------------- | ----------- | --- | --------------- | ------------------- |
| Prolog | Április 22. | Savannah      | Macon       | 4.2 | Nathan O'Neill  |                     |
| 1.     | Április 23. | Augusta       | Macon       | 220 | Henk Vogels     | Henk Vogels         |
| 2.     | Április 24. | Macon         | Columbus    | 199 | Moreno Di Biase | Henk Vogels         |
| 3.     | Április 25. | Pine Mountain | Rome        | 222 | Fred Rodriguez  | Henk Vogels         |
| 4.     | Április 26. | Dalton        | Gainesville | 196 | Fred Rodriguez  | Chris Horner        |
| 5.     | Április 27. | Atlanta       |             | 142 | David Clinger   | Chris Horner        |

## Végeredmény
|    | Versenyző       | Csapat                           | Idő           |
| -- | --------------- | -------------------------------- | ------------- |
| 1  | Chris Horner    | Saturn Cycling Team              | 23 óra 01'36" |
| 2  | Fred Rodriguez  | Caldirola-Sidermec-Saunier Duval | + 0'07"       |
| 3  | Nathan O'Neill  | Saturn Cycling Team              | + 0'13"       |
| 4  | Michael Barry   | U.S. Postal Service              | + 0'22"       |
| 5  | David Zabriskie | U.S. Postal Service              | + 0'25"       |
| 6  | Tom Danielson   | Saturn Cycling Team              | + 0'26"       |
| 7  | Alan Iacuone    | Flanders-IteamNova.com           | + 1'11"       |
| 8  | David Clinger   | Prime Alliance Cycling Team      | + 1'29"       |
| 9  | John Lieswyn    | 7UP / Maxxis                     | + 1'38"       |
| 10 | Scott Guyton    | Flanders-IteamNova.com           | + a.i.        |